# Indoloammina-pirrolo 2,3-diossigenasi
La indoloammina-pirrolo 2,3-diossigenasi è un enzima appartenente alla classe delle ossidoreduttasi, che catalizza la seguente reazione:
L-triptofano + O2 ⇄ N-formilchinurenina
L'enzima agisce su molte indoloammine sostituite e non sostituite, tra cui la melatonina (l'enzima è coinvolto nella sua degradazione). L'enzima svolge una reazione identica alla triptofano 2,3-diossigenasi (numero EC 1.13.11.11).